# Ken Williams
Ken Williams, född 30 oktober 1954, är en amerikansk datorspelsutvecklare som grundade spelföretaget On-Line Systems; sedermera känt som Sierra Entertainment tillsammans med sin fru Roberta Williams. Paret har varit ledande aktörer inom äventyrsspelsgenren.

## Fotnoter
1. ↑  Here are the winners of The Game Awards 2014 (på engelska), 6 december 2014, läs online, läst: 15 december 2024.[källa från Wikidata]